# 巴瑙尔
巴瑙尔（Banaur），是印度旁遮普邦Patiala县的一个城镇。总人口15005（2001年）。

## 人口
该地2001年总人口15005人，其中男性8028人，女性6977人；0—6岁人口2189人，其中男1203人，女986人；识字率61.34%，其中男性为66.95%，女性为54.88%。